# Medal za Wyróżniającą się Służbę Lotniczą
Medal za Wyróżniającą się Służbę Lotniczą (duń. Medaljen for udmærket lufttjeneste, skr. M.f.u.Lt.) – duńskie wojskowe odznaczenie ustanowione 30 maja 1962 i przyznawane jest przez władcę bardzo szczególnie zasłużonym pilotom lub innym członkom załogi, którzy wykazali się szczególnie zasłużoną i doskonałą służbą w powietrzu, albo swoją długą i szczególnie doskonałą służbą lotniczą posłużyli innym jako inspirujący przykład, lub także jednorazowo, działając w krytycznych warunkach, wykazali się doskonałą służbą w powietrzu – zwłaszcza tam, gdzie ludzkie życie lub sprzęt zostały uratowane przez zimną krew i doskonałe umiejętności lotnicze odznaczanych – bez zbędnego narażania życia lub zdrowia własnego lub członków załogi. 
Medal ma średnicę 30 mm, jest wykonywany ze srebra. Na awersie znajduje się ukoronowany monogram fundatora medalu króla Fryderyka IX, otoczony z boków i góry napisem „FOR UDMÆRKET LUFTTJENESTE” (ZA WYRÓŻNIAJĄCĄ SIĘ SŁUŻBĘ LOTNICZĄ), a na rewersie jest umieszczany wieniec dębowy, a w jego wnętrzu napis „FORTJENT” (ZASŁUŻONY). Twórcą aktualnej formy medalu jest medalier Harold Simonsen.
W duńskiej kolejności starszeństwa odznaczeń medal znajduje się za Medalem Wolności Króla Chrystiana X, a przed Medalem Ministra Obrony.
Medal przyznawany jest dożywotnio i po śmierci odznaczonego musi być zwrócony do Ministerstwa Obrony, podobnie jak duńskie ordery muszą być zwrócone do kancelarii Kapituły Orderów Królewskich.
Medal mocowany jest do wiązanej w pięciokąt wstążki w kolorze biało-czerwonych ukośnych pasków (każdy o szer. 3 mm). Kolejne nadanie medalu oznaczane jest poprzez umieszczenie na wstążce lub baretce srebrnego okucia w postaci listwy z symbolem formacji odznaczanego. Podobnie ukośne kolorowe paski na wstążkach miały początkowo brytyjskie przeznaczone dla oficerów Krzyż Wybitnej Służby Lotniczej i Krzyż Sił Powietrznych, a także przeznaczone dla podoficerów oraz szeregowych Medal Wybitnej Służby Lotniczej i Medal Sił Powietrznych, z których ten ostatni był inspiracją dla duńskiego medalu.
Łącznie do 2005 nadano 89 duńskich Medali za Wyróżniającą się Służbę Lotniczą.